# 约翰·格默
约翰·格默（1939年11月26日—）是一位英格蘭政治人物，曾任保守黨主席，前國會議員，代表英國國會選區薩福克海岸，现为上議院议员。1989至1993年间任农渔食品大臣，1993至1997年间任环境大臣。